# Lagotis brachystachya
Lagotis brachystachya là một loài thực vật có hoa trong họ Mã đề. Loài này được Maxim. mô tả khoa học đầu tiên năm 1881.

## Phân bố[2]
Lagotis brachystachya là một loài thực vực bản địa của vùng ôn đới Đông Á. Phạm vi phân bố bản địa của loài này bao gồm phần lớn khu vực phía đông lục địa mà không lan rộng ra phạm vi toàn cầu. Loài thực vật này chưa mở rộng đáng kể ra khỏi môi trường sống trước đây của nó, chủ yếu duy trì sự hiện diện trong phạm vi tự nhiên.